# Стара Яблона
Стара Яблона (пол. Stara Jabłona, нім. Altgabel) — село в Польщі, у гміні Неґославиці Жаґанського повіту Любуського воєводства.
Населення — 262 особи (2011).
У 1975—1998 роках село належало до Зеленогурського воєводства.

## Демографія
Демографічна структура станом на 31 березня 2011 року:
|          | Загалом | Допрацездатний вік | Працездатний вік | Постпрацездатний вік |
| -------- | ------- | ------------------ | ---------------- | -------------------- |
| Чоловіки | 133     | 26                 | 96               | 11                   |
| Жінки    | 129     | 31                 | 69               | 29                   |
| Разом    | 262     | 57                 | 165              | 40                   |